# Robert Louis August Maximilian Gürke
Robert Louis August Maximilian Gürke, né le 17 novembre 1854 à Beuthen-sur-l'Oder, arrondissement de Freystadt-en-Basse-Silésie (Province de Posnanie) et décédé le 16 mars 1911 à Berlin, est un botaniste et géographe prussien.

## Biographie
Il étudie à Berlin les sciences naturelles. Après un premier poste à Görlitz, il entre en 1886 au musée botanique de Berlin. Il obtient son doctorat de l'université de Göttingen en 1892. La même année, il est nommé conservateur auxiliaire du musée, puis conservateur le 4 janvier 1893. 
Le 4 avril 1906, il est reçu à l'Académie allemande des sciences Leopoldina (Halle) .

## Distinctions
- 1905-1910 : premier président de la société allemande des cactus.

## Publications (sélection)
- avec W. Brandt, F.E. Köhler, G. Pabst, G. Schellenb. et Vogtherr. - Köhler's Medizinal-Pflanzen in naturgetreuen Abbildungen mit kurz erläuterndem Texte :Atlas zur Pharmacopoea germanica, austriaca, belgica, danica, helvetica, hungarica, rossica, suecica, Neerlandica, British pharmacopoeia, zum Codex medicamentarius, sowie zur Pharmacopoeia of the United States of America /herausgegeben von G. Pabst. 4 volumes. 1883-1914 Vol. 1 téléchargeable sur Biodiversity Heritage Library Vol. 2 en ligne Vol. 4 en ligne
- avec Karl Moritz Schumann - Blühende Kakteen (1900–1921) Malvaceae (1892) für die Flora Brasiliensis von Martius.
- Chapitres entiers de l'imposante encyclopédie de Adolf Engler et Carl Prantl - Die natürlichen Pflanzenfamilien - Leipzig : Verlag von Wilhelm Engelman, 1887–1915 (numérisée entièrement sur Biblioteca digital, partiellement sur Biodiversity Heritage Library) :
  - avec Paul Friedrich August Ascherson - Hydrocharitaceae - 1889, Tome 2, p. 238-358 Téléchargeable sur Biodiversity Heritage Library (1re page puis suivantes)
  - Ebenaceae - 1891, Tome 4, p. 153-165 Téléchargeable sur Biodiversity Heritage Library (1re page puis suivantes)
  - Symplocaceae - 1891, Tome 4, p. 165-172 Téléchargeable sur Biblioteca digital
  - Styracaceae - 1891, Tome 4, p. 172-180 Téléchargeable sur Biodiversity Heritage Library (1re page puis suivantes)
  - Boraginaceae - 1893-1985, p. 71-131, 377 Téléchargeable sur Biblioteca digital
  - Melianthaceae -1895 - Tome 3, parties 3 et 4 p. 374-383 Téléchargeable sur Biodiversity Heritage Library (1re page puis suivantes)

## Plantes qui lui ont été dédiées
Le genre Guerkea K.Schum., de la famille des Apocynacées, lui a été dédié ainsi que les plantes suivantes :
- Euclea guerkei Hiern (1906) - Ébénacée
- Polygala guerkei Chodat (1912) - Polygalacée
- Royena guerkei Kuntze -(1898) - Ébénacée
- Telanthophora guerkei (Hieron.) C.Jeffrey (1992) - Astéracée (Synonyme : Senecio guerkei Hieron.)